# (523678) 2013 XB26
(523678) 2013 XB26 est un objet transneptunien de la famille des cubewanos d'un diamètre estimé à 238 km, ce qui le qualifie comme un candidat au statut de planète naine.